# Mine de Corumbá
Corumbá est une mine de minerai de fer située au Mato Grosso do Sul, un État situé à l'ouest du Brésil, près de la frontière avec la Bolivie.

## Description
La mine est située à l'est de la route 262 à environ 15 km au sud de la ville de Corumbá. La mine est à ciel ouvert et produit environ 2 millions de tonnes par an de minerai de fer qui est partiellement traité sur place avant d'être transporté par barge le long des fleuves Paraguay et Paraná vers les ports maritimes de la côte atlantique.

## Appartenance
La mine, qui emploie environ 650 personnes, appartient à Vale SA, qui l'a acquise auprès du géant minier multinational Rio Tinto Group en 2009 pour 814 millions de dollars américains,.

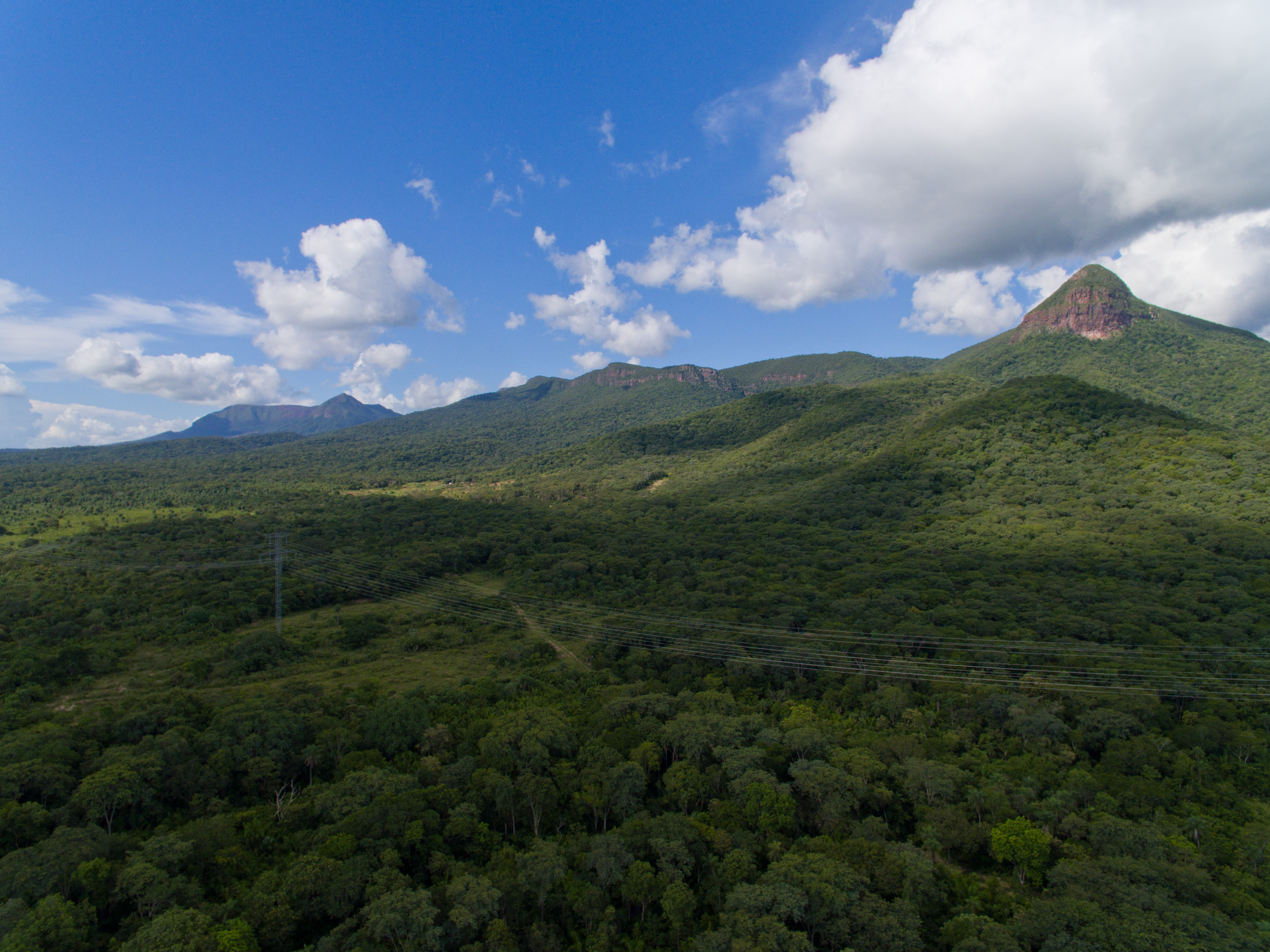
Vue aérienne des Morro Urucum, collines riches en fer, s'élevant à l'extérieur de Corumbá.